# موجة النسوية الرابعة في إسبانيا

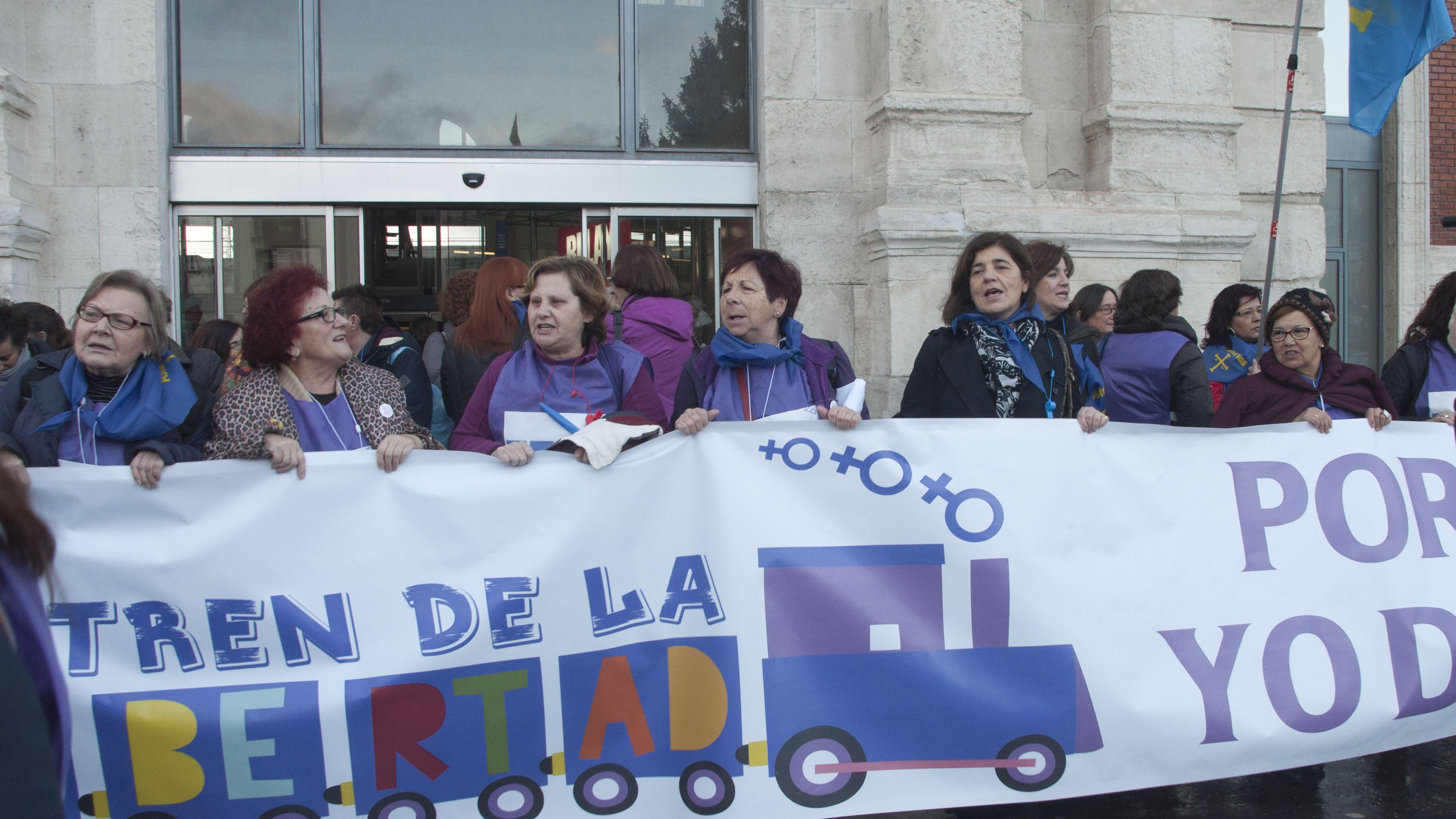

الموجة النسوية الرابعة في إسبانيا، وهي معنية بالمشاركة الرقمية في المساحات الافتراضية، بالإضافة إلى تشجيع المناقشات وحشد القوة الجماعية لإحداث التغيير. تتمحور الموجة النسوية الرابعة في إسبانيا حول محاربة النظم الأبوية، وإدانة العنف والتمييز واللامساواة ضد المرأة. فضلًا عن ذلك، تسعى إلى تحقيق المساواة الحقيقية والفعلية بين النساء والرجال. تشتمل الموجة النسوية الرابعة في إسبانيا على عدة مواضيع رئيسية، يتجسد أولها وأهمها –من حيث ارتباطه بالشأن الإسباني- في العنف ضد المرأة. تنطوي المواضيع الأخرى على إلغاء الدعارة، وإدانة المواد الإباحية، ودعم الإجهاض القانوني، والنهوض بأصوات النساء، ومنح النساء والرجال الفرصة في الحصول على إجازة الأبوة على قدم المساواة، ومعارضة تأجير الأرحام، وتحقيق المساواة الاقتصادية وتكافؤ الأجور.
تأثرت هذه الموجة بكل من النسوية أندريا دوركين والنسوية التشيلية أندريا فرانوليك، بالإضافة إلى بعض الأعمال مثل كيف تصبحين امرأة للكاتبة كاتلين موران، وغرفة تخص المرء وحده للكاتبة فيرجينيا وولف، والجنس الآخر لسيمون دي بوفوار، وعلينا أن نكون جميعًا نسويين لشيماماندا نغوزي أديشي، ومذكرات كارلوتا البنفسجية للكاتبة غيما ليناس.
انبثقت الموجة النسوية الإسبانية الرابعة بصفتها رد فعل على السياسة المحافظة في ثمانينات القرن العشرين، بالإضافة إلى المشكلة الأكبر التي واجهت نسويات أمريكا اللاتينية وأوروبا ومنعتهن من تحقيق أهدافهن تزامنًا مع خضوع النسوية إلى سلطة الدولة إلى حد كبير. تضافرت هذه القوى في تسعينيات القرن العشرين بعد رفض نسوية أحمر الشفاه والنسوية الاستهلاكية والنظرية الكويرية الأمريكية، إذ شرعت النساء في تقديم مطالبهن المتعلقة بالعنف القائم على الجندر والجنس ردًا على بعض الأحداث كمقتل أنا أورانتس في غرناطة في السابع عشر من ديسمبر من عام 1997 مثلًا. أسفرت هذه الأحداث عن تكثيف المناقشات الإعلامية حول قضية تصوير المرأة والعنف ضدها، إذ أصبحت النكات التي تتحدث عن ضرب الرجل لزوجته أو الرجل لحبيبته غير مقبولة على الشاشات التلفزيونية. أدى العنف الموجّه ضد المرأة جنبًا إلى جنب مع جهود الناشطات عبر الإنترنت في حشد النساء للوقوف ضد هذا العنف إلى انطلاق الموجة النسوية الرابعة. بلغت الموجة النسوية الرابعة في إسبانيا ذروتها في عام 2018، ويعود السبب في ذلك إلى النجاح في حشد عدد كبير من النساء للنزول إلى الشوارع، بالإضافة إلى عدد من العوامل المختلفة الأخرى. أصبحت القضايا التي تنادي بها نسويات الموجة الرابعة محور العديد من المحادثات السياسية والانتخابات العامة الإسبانية في عام 2019.
ساهمت العديد من الأحداث المهمة في تحفيز انطلاق الموجة النسوية الرابعة في إسبانيا، بما في ذلك اغتيال مارتا ديل كاستيلو في عام 2009، وانطلاق حركة قطار الحرية في عام 2014، والخروج في مسيرة اليوم العالمي الأول للقضاء على العنف ضد المرأة في عام 2015، ومقتل ديانا كوير في عام 2016، والإضراب العام في يوم المرأة العاملة العالمي في عام 2018، وقضية اغتصاب لا مانادا في عام 2018. كانت بعض من هذه الأحداث بمثابة الخطوة الأولى للعديد من النسويات الإسبانيات، إذ مثّلن الفترة الأولى التي تحركت فيها النساء للاحتجاج ضد التمييز المؤسساتي في الجهاز القضائي الإسباني وإدانته. وفي المقابل، ركّزت الموجات السابقة على السماح للمرأة بالدخول إلى الحيز السياسي وحسب.

## سياق الموجة
تستخدم الكثير من الدراسات النسوية نماذج الخطاب الأنجلو ساكسوني. ترى بعض الأكاديميات الإيطاليات مثل روزي بريدوتي وجيانا بوماتا وباولا دي كور في هذا النموذج بعض الإشكاليات في سياق النسوية المتوسطية، وذلك لأنه يتجاهل التراكمات الثقافية لنساء تلك المنطقة. يتجسد الحل الذي اقترحته بوماتا في توسيع السياق الاجتماعي التاريخي لتطبيق هذه النسوية على نحو ملائم في سياق عالمي ذو نطاق واسع. تُعتبر هذه النماذج إشكاليةً في السياق الإسباني بشكل خاص لأنها تفشل في تناول جوهر الفرانكوية التي سعت إلى تطهير الهوية الأنثوية في المجتمع من خلال الاستيعاب القسري الذي استمد شرعيته من الخوف والعنف. وفي المقابل، يُعتبر إجراء مثل هذه المقارنات على الصعيد الدولي أمرًا صعبًا. تُعتبر الموجة النسوية الأنجلو ساسكونية الأولى مساويةً للموجة الأوروبية والأمريكية اللاتينية الثانية، بينما تُعد الموجة النسوية الأمريكية والبريطانية الثانية مساويةً للموجة النسوية الأوروبية والأمريكية اللاتينية الثالثة. 
مرّت الحركة النسوية الإسبانية بعدة موجات في الفترة الفرانكوية عمومًا، بما في ذلك الموجة النسوية الأولى التي استمرت من منتصف القرن التاسع عشر وحتى عام 1965، والموجة النسوية الثانية التي استمرت بين عامي 1965 و1975، والموجة النسوية الثالثة التي استمرت بين عامي 1975 و2012. بدأت الموجة النسوية الرابعة في إسبانيا بحلول منتصف تسعينيات القرن الماضي.  تستحضر الموجة النسوية الإسبانية الرابعة الموجة النسوية الدولية الخامسة بدلًا من الرابعة، إذ يتجلى هذا الأمر عند تحليل الأعمال المهمة للنسويات المتحدثات بالإسبانية عبر الموجات كأميليا فالكارسل مثلًا. 

### الموجة الأولى
تمحورت الموجة النسوية الإسبانية الأولى حول مساعدة النساء لغيرهن بهدف تحسين حياتهن. استفادت الموجة النسوية الإسبانية الأولى من عصر التنوير والثورة الفرنسية في القرن الثامن عشر. لم تنجح الطبيعة الثورية للجمهورية الإسبانية الثانية والحرب الأهلية الإسبانية في إحداث تغيير جذري في المواقف المجتمعية تجاه المرأة على الرغم من ارتباطهما الظاهري بالدفاع عن حقوق المرأة. بقيت النظم الأبوية مسيطرةً على حياة النساء الإسبانيات عبر هاتين الفترتين، فضلًا عن استمرار سيطرتها خلال الفترة الفرانكوية أيضًا. أُرغمت العديد من النسويات البارزات في إسبانيا على العيش في المنفى بعد نهاية الحرب الأهلية الإسبانية. شهدت النسوية في الفترة الفرانكوية انقسامًا كبيرًا حسب العمر والانتماء إلى أطراف معينة خلال الحرب الأهلية. انطوت الفئتان العمريتان الأساسيتان على النساء اللاتي وُلدن بين عامي 1910 و1930 وأولئك الذين وُلدن بين عامي 1930 و1950. واجهت النساء الجمهوريات اللاتي وُلدن بين عامي 1910 و1930 العديد من المواقف التي اضطرتهن إلى الخضوع بطريقةٍ لم يسبق لهن تجربتها من قبل، فضًا عن تعرضهن للاضطهادات الفعلية أيضًا. استمرت العلاقة المشحونة بين النسوية والشيوعية في المرحلة الأولى من الفترة الفرانكوية. 

### الموجة الثانية
تمحورت الموجة النسوية الثانية في إسبانيا حول قضية النضال من أجل حقوق المرأة تحت ظل الديكتاتورية. بدأ الحزب الشيوعي الإسباني في الترويج لهذه الحركة بالتضامن مع الحركة النسائية الديمقراطية في عام 1965، إذ خلق توجهًا سياسيًا نسويًا ساعيًا إلى تحقيق التضامن من أجل المرأة ومساعدة الشخصيات السياسية المسجونة. انطلقت الحركة النسائية الديمقراطية في مدريد بعد إنشاءها لرابطات بين ربات البيوت في تطوان وخيتافي في عام 1969. تأسست الرابطة القشتالية لربات البيوت والمستهلكات في عام 1972 بهدف توسيع قدرة المجموعة على جذب الأعضاء. شهدت إسبانيا في فترة ستينيات القرن المنصرم تحولًا جيليًا في الحركة النسوية الإسبانية، وذلك استجابةً للتغيرات الأخرى التي طرأت على المجتمع الإسباني حينها. انطوت هذه التغيرات على تكثيف الاحتكاك مع الأفكار الأجنبية بسبب ازدياد معدلات الهجرة والسياحة، وزيادة فرص التعليم والعمل للنساء، وبعض الإصلاحات الاقتصادية الكبرى. لم تتسم النسوية في أواخر الفترة الفرانكوية وأوائل الفترة الانتقالية بالوحدة، إذ اشتملت على أبعاد سياسية مختلفة فيما بينها. تقاطعت هذه الحركات المختلفة في الاعتقاد بوجود حاجة إلى تحقيق المزيد من المساواة للمرأة في إسبانيا، بالإضافة إلى ضرورة الدفاع عن حقوق المرأة. تحوّل اهتمام الحركة النسوية من الفرد إلى الجماعة، وبذلك انطلقت الموجة النسوية الثانية في إسبانيا. حُشدت أصوات نسويات الموجة الإسبانية الثانية للتحدث عن ثلاث قضايا رئيسية: التحرش الجنسي، والاعتداء الجنسي، والدعارة. اضُطهدت النساء في تلك الفترة بسبب اعتبارهن بمثابة أجزاء قابلة للتبديل من عقد اجتماعي محوره الرغبة. بنت نسويات الموجة الرابعة مطالبهن بالاستناد إلى مطالب نسويات الموجة الثانية، إذ سعين إلى استرداد أجسادهن بالإضافة إلى بعض القضايا المتعلقة بأهمية الجمال والتحرش الجنسي. تمكنت نسويات الموجة الرابعة من استرداد أجسادهن بعد إصرارهن على عدم التسامح مع الفن أو أي نوع من أنواع الترفيه الذي يوحي بأن للنساء في الثقافات الرفيعة أدوار ثانوية وحسب. تضمنت تلك الإيحاءات أيضًا اعتبار النساء مجرد أشياء جميلة أو ضحايا للاغتصاب، وهي أدوار تنضح بالثقافة الذكورية.